# Đường cao tốc Cam Lộ – Lao Bảo
Đường cao tốc Cam Lộ – Lao Bảo (ký hiệu toàn tuyến là CT.19) là một đoạn đường cao tốc thuộc hệ thống đường cao tốc Việt Nam nằm trong địa phận của tỉnh Quảng Trị.

## Quy hoạch
Đường cao tốc này từng được quy hoạch từ năm 2015 đến 2021 với ký hiệu cũ là CT.11.

## Vị trí
Tuyến đường có tổng chiều dài là 70 km; đi qua các xã Nam Đông Hà, Đông Hà, Hiếu Giang, Cam Lộ, Hướng Hiệp, Đakrông, Hướng Phùng, Khe Sanh, Lao Bảo (tỉnh Quảng Trị); điểm đầu tại Quốc lộ 1A thuộc địa phận phường Nam Đông Hà, tỉnh Quảng Trị và điểm cuối tại Cửa khẩu Lao Bảo tại xã Lao Bảo, tỉnh Quảng Trị.

## Xây dựng
Công trình có tổng mức đầu tư ban đầu là 7.700 tỷ đồng, dự kiến triển khai xây dựng và đưa vào khai thác trong giai đoạn trước năm 2030.